# Scotoecus albofuscus
Scotoecus albofuscus é uma espécie de morcego da família Vespertilionidae. Pode ser encontrada na África do Sul, Benin, Costa do Marfim, Gâmbia, Gana, Maláui, Moçambique, Nigéria, Quênia, República Democrática do Congo, Senegal, Serra Leoa, Sudão, Tanzânia, e Uganda.
Os seus habitats naturais são: savanas áridas.